# Cracosna
Cracosna é um género botânico pertencente à família Gentianaceae.

## Espécies
- Cracosna xyridiformis

1. ↑  «Cracosna — World Flora Online». www.worldfloraonline.org. Consultado em 19 de agosto de 2020